# إنيد بليتون
انيد ماري بليتون (بالإنجليزية: Enid Blyton) (11 أغسطس 1897 - 28 تشرين الثاني 1968) كانت كاتبة أطفال إنجليزية التي كانت مؤلفاتها من بين الكتب الأكثر مبيعا في العالم منذ 1930 ، وبيعت أكثر من 600 مليون نسخة. كتب بليتون لا تزال تحظى بشعبية هائلة، وترجمت إلى ما يقرب من 90 لغة؛ كتابها الأول ، همسات الطفل ، مجموعة من 24 صفحة من القصائد، ونشرت في عام 1922. وكتبت وهى تشمل مجموعة واسعة من المواضيع بما في ذلك التعليم، والتاريخ الطبيعي، والخيال، وقصص الغموض والروايات التوراتية، ولكن أكثر ما اشتهر اليوم بالنسبة لها نودي، المشاهير الخمس ، و سلسلة سر السبعة.
بعد النجاح التجاري لرواياتها المبكرة مغامرات كرسى الرغبات (1937) و الخشب المسحور (1939) ذهبت بليتون إلى بناء إمبراطوريتها الأدبية، وكانت تنتج أحيانا خمسين كتابا في السنة، بالإضافة إلى فيضها الوافر من المساهمات في المجلات والصحف . كتاباتها كانت غير مخططة وتنبع إلى حد كبير من عقلها اللاواعي ؛ انها كتبت قصصها كما لو كانت الأحداث تتكشفت أمام عينيها. أدى الحجم الهائل لعملها والسرعة التي يتم إنتاجها له لشائعات أن بليتون يعمل لها جيشا من الكتاب الأشباح، وهي تهمة قد تم نفيها بقوة.
أصبحت أعمال بليتون مثيرة للجدل على نحو متزايد بين نقاد الأدب والمعلمين وأولياء الأمور من 1950 فصاعدا، بسبب الطبيعة المفعمة بالتحدى المزعومة لكتاباتها وموضوعات الكتب الخاصة بها، وخاصة سلسلة نودي. بعض المكتبات والمدارس منعت أعمالها ، حتى أن بي بي سي رفضت بث أعمالها من 1930 حتى 1950 لأنها بنظرهم كانت تفتقر إلى الجدارة الأدبية. وقد انتقدت كتبها بأنها نخبوية ، متحيزة جنسيا ،و عنصرية،مليئة ب كره الأجانب وعلى خلاف مع البيئة الأكثر ليبرالية الناشئة في بريطانيا، مرحلة ما بعد حرب لكنها واصلت لتكون أفضل الكتب مبيعا منذ وفاتها في عام 1968.
شعرت بليتون أنه كان لديها مسؤولية توفير إطار أخلاقي قوي ، لقرائها حتى أنها شجعتهم على دعم القضايا النبيلة. على وجه الخصوص، من خلال الأندية بدأت في إقامة أو دعم ، وقالت انها تشجع وتنظم لهم جمع الأموال لصالح الجمعيات الخيرية لرعابة الحيوان والأطفال. تم قصة حياة بليتون التي صيغت دراميا في فيلم بي بي سي بعنوان انيد ، ويضم هيلينا بونهام كارتر في دور البطولة وأول بث في المملكة المتحدة على بي بي سي فور في عام 2009. كما كانت هناك العديد من التعديلات من كتبها للمسرح، والشاشة والتلفزيون.

## النشأة والتعليم
ولدت انيد بليتون في 11 أغسطس 1897 في الشرق دولويتش ، لندن، وهى الأكبر بين ثلاثة أطفال،إلى توماس كاري بليتون (1870-1920) ، وهو بائع المائدة ، وزوجته تيريزا ماري هاريسون بليتون (1874-1950). الأخوة الأصغر سنا هانلى (1899-1983) وكاري (1902–76), ولدوا بعد أن انتقلت الأسرة إلى فيلا شبه منفصلة في بيكنهام ، ثم قرية في كينت  بعد بضعة أشهر من ولادتها أشرفت انيد تقريبا على الوفاة من السعال الديكي ، ولكن تم رعايتها للعودة إلى الصحة من قبل والدها، الذي هو المعشوق. أشعل توماس بليتون ولع انيد في الطبيعة ؛ في سيرتها الذاتية أنها كتبت أنه «أحب الزهور والطيور والحيوانات البرية، ويعرف المزيد عنها أكثر من أي شخص كانت قد التقيت في أي وقت مضى». عبوره أيضا على اهتمامه في الحدائق العامة، والفن، والموسيقى والأدب والمسرح، وغالبا ما يذهب الزوج على مناحي الطبيعة، والكثير من الرفض من الأم انيد، التي أبدت اهتماما قليلا في مساعي ابنتها. وتحطمت انيد عندما غادر والدها الأسرة بعد وقت قصير من عيد ميلادها الثالث عشر كى يعيش مع امرأة أخرى.حيث لم يكن يبادل والدة أنيد أية علاقة جيدة، وأنها لم تحضر أي من جنازات والديها.

## وصلات خارجية
- إنيد بليتون  على قاعدة بيانات الخيال التأملي على الإنترنت

## روابط خارجية
- إنيد بليتون على موقع IMDb (الإنجليزية)
- إنيد بليتون على موقع الموسوعة البريطانية (الإنجليزية)
- إنيد بليتون على موقع ألو سيني (الفرنسية)
- إنيد بليتون على موقع ميوزك برينز (الإنجليزية)
- إنيد بليتون على موقع أول موفي (الإنجليزية)
- إنيد بليتون على موقع قاعدة بيانات الأفلام السويدية (السويدية)
- إنيد بليتون على موقع أول ميوزيك (الإنجليزية)
- إنيد بليتون على موقع ديسكوغز (الإنجليزية)
- إنيد بليتون على موقع قاعدة بيانات الفيلم (الإنجليزية)
- إنيد بليتون على موقع كينوبويسك (الروسية)

## الروابط الخارجية
- Watch & Listen to BBC archive programmes about Enid Blyton
- Enid Blyton letters from the BBC archive
- Enid Blyton Collection
- Newsreel footage of Enid Blyton at home with her family, 1946
- The Enid Blyton Collection at Seven Stories
- Seven Stories' Enid Blyton Blog

قالب:Enid Blyton
قالب:Famous Five
1. ↑  
Adams, Stephen (15 Nov 2009), "BBC banned Enid Blyton for 30 years" en-GB, The Telegraph (بالإنجليزية البريطانية), Archived from the original on 2019-06-08, Retrieved 2014-01-20 {{استشهاد}}: الوسيط غير صالح |script-title=: بادئة مفقودة (help) and تجاهل المحلل الوسيط |الفصل= (help)
2. ↑  
Close، Rob (2001)، "Hugh Pollock: the first Mr Enid Blyton"، Blyton en، Ayrshire Notes No.21، مؤرشف من الأصل في 2016-06-04، اطلع عليه بتاريخ 2014-04-29 {{استشهاد}}: الوسيط غير صالح |script-title=: بادئة مفقودة (مساعدة)
3. ↑  
Youngs, Ian (22 Feb 2011), "'Lost' Enid Blyton Book Unearthed", 'Lost' Enid Blyton book unearthed en-GB (بالإنجليزية البريطانية), BBC News, Archived from the original on 2019-07-03, Retrieved 2011-02-22 {{استشهاد}}: الوسيط غير صالح |script-title=: بادئة مفقودة (help)
4. ↑  
"Enid Blyton plaque unveiled in Beaconsfield", Enid Blyton honoured by home town en-GB (بالإنجليزية البريطانية), BBC News, 8 May 2014, Archived from the original on 2019-07-03, Retrieved 2014-05-08 {{استشهاد}}: الوسيط غير صالح |script-title=: بادئة مفقودة (help)
5. ↑  
"Britain's Best Loved Authors"، Welcome - Costa Book Awards / Behind the beans / Costa Coffee en، CostaBookAwards.com، مؤرشف من الأصل في 2011-09-30، اطلع عليه بتاريخ 2014-01-22 {{استشهاد}}: الوسيط غير صالح |script-title=: بادئة مفقودة (مساعدة)
6. ↑  
Bhimani, Nazlin (19 Jun 2012), "Enid Blyton, educationalist", Enid Blyton, educationalist en (بالإنجليزية), Institute of Education, University of London, Archived from the original on 2014-05-02, Retrieved 2014-04-30 {{استشهاد}}: الوسيط غير صالح |script-title=: بادئة مفقودة (help)
7. ↑  
"The Big Read"، BBC - The Big Read - Top 100 Books en، BBC، أبريل 2003، مؤرشف من الأصل في 2019-12-11، اطلع عليه بتاريخ 2008-12-09 {{استشهاد}}: الوسيط غير صالح |script-title=: بادئة مفقودة (مساعدة)
8. ↑  Commire، Anne؛ Klezmer، Deborah، المحررون (2001)، "Blyton, Enid (1897–1968)"، Women in World History: A Biographical Encyclopedia، Gale Group، ISBN:978-0-7876-4072-9، مؤرشف من الأصل في 2014-03-03  – via HighBeam (التسجيل مطلوب)  "نسخة مؤرشفة". مؤرشف من الأصل في 2018-02-01. اطلع عليه بتاريخ 2018-04-20.
9. ↑  
"Enid Bylton was a blight on our lives" en, The Daily Express (بالإنجليزية), 21 Mar 2008, Archived from the original on 2019-06-09, Retrieved 2014-03-28 {{استشهاد}}: الوسيط غير صالح |script-title=: بادئة مفقودة (help) and تجاهل المحلل الوسيط |الفصل= (help)
10. ↑  
"Bom the Little Toy Drummer"، Bom the Little Toy Drummer by Enid Blyton en، Enid Blyton Society، مؤرشف من الأصل في 2020-02-17، اطلع عليه بتاريخ 2014-04-10 {{استشهاد}}: الوسيط غير صالح |script-title=: بادئة مفقودة (مساعدة)
11. ↑  
"Bom Annual"، Enid Blyton's Bom Annual by Enid Blyton en، Enid Blyton Society، مؤرشف من الأصل في 2019-09-23، اطلع عليه بتاريخ 2014-04-10 {{استشهاد}}: الوسيط غير صالح |script-title=: بادئة مفقودة (مساعدة)
12. ↑  
"Hachette snaps up Blyton estate / The Bookseller" en، The Bookseller، 20 يوليو 2010، مؤرشف من الأصل في 2014-07-14، اطلع عليه بتاريخ 2014-01-19 {{استشهاد}}: الوسيط غير صالح |script-title=: بادئة مفقودة (مساعدة) وتجاهل المحلل الوسيط |الفصل= (مساعدة)
13. ↑  
Brandreth, Gyles (31 Mar 2002), "Unhappy families" en, The Age (بالإنجليزية), Archived from the original on 2017-05-07, Retrieved 2010-03-29 {{استشهاد}}: الوسيط غير صالح |script-title=: بادئة مفقودة (help) and تجاهل المحلل الوسيط |الفصل= (help)
14. ↑  
Bradbury, Lorna (17 Sep 2010), "Enid Blyton's Famous Five" en-GB, The Telegraph (بالإنجليزية البريطانية), Archived from the original on 2019-06-02, Retrieved 2014-04-25 {{استشهاد}}: الوسيط غير صالح |script-title=: بادئة مفقودة (help) and تجاهل المحلل الوسيط |الفصل= (help)
15. ↑  
"BBC producing Enid Blyton film", BBC producing Enid Blyton film en-GB (بالإنجليزية البريطانية), Digital Spy, 21 May 2009, Archived from the original on 2009-05-26, Retrieved 2014-01-22 {{استشهاد}}: الوسيط غير صالح |script-title=: بادئة مفقودة (help)
16. ↑  
Bensoussane، Anita، "A Biography of Enid Blyton – The Story of Her Life"، The Enid Blyton Society en، Enid Blyton Society، مؤرشف من الأصل في 2019-08-02، اطلع عليه بتاريخ 2014-01-25 {{استشهاد}}: الوسيط غير صالح |script-title=: بادئة مفقودة (مساعدة)
17. ↑  
"Chronology"، The Enid Blyton Society en، Enid Blyton Society، مؤرشف من الأصل في 2019-07-21، اطلع عليه بتاريخ 2014-01-23 {{استشهاد}}: الوسيط غير صالح |script-title=: بادئة مفقودة (مساعدة)
18. ↑  
"Enid the writer"، The Enid Blyton Society en، Enid Blyton Society، مؤرشف من الأصل في 2019-04-06، اطلع عليه بتاريخ 2014-01-23 {{استشهاد}}: الوسيط غير صالح |script-title=: بادئة مفقودة (مساعدة)
19. ↑  
"Blyton, Enid (1897–1968)"، English Heritage en، English Heritage، مؤرشف من الأصل في 2014-10-26، اطلع عليه بتاريخ 2012-08-04 {{استشهاد}}: الوسيط غير صالح |script-title=: بادئة مفقودة (مساعدة)
20. ↑  
Hensher, Philip (26 Dec 2006), "Questia", The Independent (بالإنجليزية), Archived from the original on 2014-03-28, Retrieved 2014-03-28 {{استشهاد}}: تجاهل المحلل الوسيط |الفصل= (help)  – via HighBeam (التسجيل مطلوب)
21. ↑  
"Fuenf Freunde"، Fuenf Freunde en، Festival Focus، مؤرشف من الأصل في 2016-09-23، اطلع عليه بتاريخ 2014-03-11 {{استشهاد}}: الوسيط غير صالح |script-title=: بادئة مفقودة (مساعدة)
22. ↑  
Fine, Anne (27 Nov 2008), "A Fine Defence of Enid Blyton", A Fine Defence of Enid Blyton en (بالإنجليزية), BBC Radio 4, Archived from the original on 2019-05-16, Retrieved 2014-01-22 {{استشهاد}}: الوسيط غير صالح |script-title=: بادئة مفقودة (help)
23. ↑  
"Games, Puzzles & Toys"، The Enid Blyton Society en، Enid Blyton Society، مؤرشف من الأصل في 2017-12-09، اطلع عليه بتاريخ 2014-03-17 {{استشهاد}}: الوسيط غير صالح |script-title=: بادئة مفقودة (مساعدة)
24. ↑  
Geoghegan, Tom (5 Sep 2008), "The mystery of Enid Blyton's revival" en-GB, BBC News Magazine (بالإنجليزية البريطانية), Archived from the original on 2017-08-22, Retrieved 2014-04-10 {{استشهاد}}: الوسيط غير صالح |script-title=: بادئة مفقودة (help) and تجاهل المحلل الوسيط |الفصل= (help)
25. ↑  
Horn، Caroline (25 يوليو 2010)، "Enid Blyton lingo gets an update / The Bookseller" en، The Publisher، مؤرشف من الأصل في 2014-07-14، اطلع عليه بتاريخ 2014-04-25 {{استشهاد}}: الوسيط غير صالح |script-title=: بادئة مفقودة (مساعدة) وتجاهل المحلل الوسيط |الفصل= (مساعدة)
26. ↑  
Top 10 British mothers، Britain magazine، مؤرشف من الأصل في 2017-12-08، اطلع عليه بتاريخ 2014-04-29 {{استشهاد}}: استعمال الخط المائل أو الغليظ غير مسموح: |ناشر= (مساعدة)
27. ↑  Johnstone, Anne (29 Jul 2006), "Questia", The Herald (بالإنجليزية), Archived from the original on 2014-03-28, Retrieved 2014-03-28 {{استشهاد}}: تجاهل المحلل الوسيط |الفصل= (help)  – via HighBeam (التسجيل مطلوب)  "نسخة مؤرشفة". مؤرشف من الأصل في 2017-12-09. اطلع عليه بتاريخ 2018-04-20.
28. ↑  
Kemp, Stuart, "U.S. Group Classic Media Grabs Rights to Iconic British Creation Noddy From Chorion" en, The Hollywood Reporter (بالإنجليزية), Archived from the original on 2018-09-13, Retrieved 2014-01-19 {{استشهاد}}: الوسيط غير صالح |script-title=: بادئة مفقودة (help) and تجاهل المحلل الوسيط |الفصل= (help)
29. ↑  
"Questia", The Independent on Sunday (بالإنجليزية), 18 Jul 2004, Archived from the original on 2014-03-28, Retrieved 2014-03-28 {{استشهاد}}: تجاهل المحلل الوسيط |الفصل= (help)  – via HighBeam (التسجيل مطلوب)
30. ↑  
"John Jolly By The Sea"، John Jolly by the Sea (No. 1) by Enid Blyton en، Enid Blyton Society، مؤرشف من الأصل في 2019-12-16، اطلع عليه بتاريخ 2014-03-28 {{استشهاد}}: الوسيط غير صالح |script-title=: بادئة مفقودة (مساعدة)
31. ↑  
"Famous Five Kirrin Island Treasure"، Famous Five Kirrin Island Treasure Quest by Enid Blyton en، Enid Blyton Society، مؤرشف من الأصل في 2019-12-16، اطلع عليه بتاريخ 2014-03-17 {{استشهاد}}: الوسيط غير صالح |script-title=: بادئة مفقودة (مساعدة)
32. ↑  
The Children's Life of Christ، Enid Blyton Society، مؤرشف من الأصل في 2017-12-09، اطلع عليه بتاريخ 2014-03-28
33. ↑  
MacArthur، Brian (22 ديسمبر 2009)، "Bestselling Authors of the Decade"، The Telegraph، مؤرشف من الأصل في 2019-10-17، اطلع عليه بتاريخ 2011-05-20
34. ↑  
"Malory Towers"، The Malory Towers Series by Enid Blyton en، Enid Blyton Society، مؤرشف من الأصل في 2019-08-29، اطلع عليه بتاريخ 2014-03-28 {{استشهاد}}: الوسيط غير صالح |script-title=: بادئة مفقودة (مساعدة)
35. ↑  
Mangan, Lucy (22 Dec 2005), "Lucy Mangan: The Famous Five - in their own words" en-GB, The Guardian (بالإنجليزية البريطانية), Archived from the original on 2008-10-08, Retrieved 2014-01-22 {{استشهاد}}: الوسيط غير صالح |script-title=: بادئة مفقودة (help) and تجاهل المحلل الوسيط |الفصل= (help)
36. ↑  "Questia", The Malay Mail (بالإنجليزية), 31 May 2000, Archived from the original on 2014-03-28, Retrieved 2014-03-28 {{استشهاد}}: تجاهل المحلل الوسيط |الفصل= (help)  – via HighBeam (التسجيل مطلوب)  "نسخة مؤرشفة". مؤرشف من الأصل في 2014-06-11. اطلع عليه بتاريخ 2014-06-24.
37. ↑  "archive.ph"، The Mirror، 16 مارس 2004، مؤرشف من الأصل في 2014-03-28، اطلع عليه بتاريخ 2014-03-28 {{استشهاد}}: تجاهل المحلل الوسيط |الفصل= (مساعدة)  – via HighBeam (التسجيل مطلوب)  "نسخة مؤرشفة". مؤرشف من الأصل في 2017-12-09. اطلع عليه بتاريخ 2018-04-20.
38. ↑  
"Book Titles"، The Enid Blyton Society en، Enid Blyton Society، مؤرشف من الأصل في 2017-12-09، اطلع عليه بتاريخ 2014-04-25 {{استشهاد}}: الوسيط غير صالح |script-title=: بادئة مفقودة (مساعدة)
39. ↑  
"When Blyton fell out of the good books" en, The Sydney Morning Herald (بالإنجليزية), 21 Nov 2005, Archived from the original on 2018-02-27, Retrieved 2014-01-22 {{استشهاد}}: الوسيط غير صالح |script-title=: بادئة مفقودة (help) and تجاهل المحلل الوسيط |الفصل= (help)
40. ↑  
"Rewrites a blight on Blyton's legacy ... by golly" en, The Sydney Morning Herald (بالإنجليزية), 1 Jul 2012, Archived from the original on 2018-03-15, Retrieved 2014-01-22 {{استشهاد}}: الوسيط غير صالح |script-title=: بادئة مفقودة (help) and تجاهل المحلل الوسيط |الفصل= (help)
41. ↑  
"Blyton Voted 'Most Loved Writer'", Blyton voted 'most loved writer' en-GB (بالإنجليزية البريطانية), BBC News, 19 Aug 2008, Archived from the original on 2020-02-17, Retrieved 2014-01-22 {{استشهاد}}: الوسيط غير صالح |script-title=: بادئة مفقودة (help)
42. ↑  
"Noddy returning for 60th birthday"، BBC NEWS / Entertainment / Noddy returning for 60th birthday en، BBC News، 17 نوفمبر 2008، مؤرشف من الأصل في 2020-03-21، اطلع عليه بتاريخ 2014-01-23 {{استشهاد}}: الوسيط غير صالح |script-title=: بادئة مفقودة (مساعدة)
43. ↑  
"Enid Blyton: Remembering the Creator of Noddy and The Famous Five"، BBC - Archive - Enid Blyton - Remembering the creator of Noddy and the Famous Five en، BBC، مؤرشف من الأصل في 2019-06-03، اطلع عليه بتاريخ 2014-01-22 {{استشهاد}}: الوسيط غير صالح |script-title=: بادئة مفقودة (مساعدة)
44. ↑  
"Noddy Boxes of Books"، The Enid Blyton Society en، Enid Blyton Society، مؤرشف من الأصل في 2020-01-13، اطلع عليه بتاريخ 2014-04-21 {{استشهاد}}: الوسيط غير صالح |script-title=: بادئة مفقودة (مساعدة)
45. ↑  Noddy to be launched in China، M2 Best Books، 15 مارس 2004، مؤرشف من الأصل في 2014-03-28، اطلع عليه بتاريخ 2014-03-28  – via HighBeam (التسجيل مطلوب)  "نسخة مؤرشفة". مؤرشف من الأصل في 2017-12-09. اطلع عليه بتاريخ 2018-04-20.
46. ↑  
"Noddy on TV"، Noddy.com - Noddy on TV en، Chorion، مؤرشف من الأصل في 2014-02-02، اطلع عليه بتاريخ 2014-01-28 {{استشهاد}}: الوسيط غير صالح |script-title=: بادئة مفقودة (مساعدة)
47. ↑  
Ray، Sheila (2004)، "Blyton, Enid Mary (1897–1968)"، Oxford Dictionary of National Biography (ط. online)، Oxford University Press، مؤرشف من الأصل في 2020-08-22، اطلع عليه بتاريخ 2008-06-19 (يتطلب وجود اشتراك أو عضوية في المكتبة العامة في المملكة المتحدة)
48. ↑  
"Old Thatch Gardens"، Loading، مؤرشف من الأصل في 2017-07-14، اطلع عليه بتاريخ 2011-05-21
49. ↑  
"Real Fairies"، Real Fairies by Enid Blyton en، Enid Blyton Society، مؤرشف من الأصل في 2019-12-16، اطلع عليه بتاريخ 2014-04-24 {{استشهاد}}: الوسيط غير صالح |script-title=: بادئة مفقودة (مساعدة)
50. ↑  
"The Adventures of Scamp"، The Adventures of Scamp by Enid Blyton en، Enid Blyton Society، مؤرشف من الأصل في 2019-12-16، اطلع عليه بتاريخ 2014-04-10 {{استشهاد}}: الوسيط غير صالح |script-title=: بادئة مفقودة (مساعدة)
51. ↑  Dow, James (25 Jan 2002), "Toytown to Tinseltown: Noddy film on the cards", Questia (بالإنجليزية), The Scotsman, Archived from the original on 2014-03-28, Retrieved 2014-03-28 {{استشهاد}}: استعمال الخط المائل أو الغليظ غير مسموح: |ناشر= (help)  – via HighBeam (التسجيل مطلوب)  "نسخة مؤرشفة". مؤرشف من الأصل في 2017-12-09. اطلع عليه بتاريخ 2018-04-20.
52. ↑  "Questia", The Malay Mail (بالإنجليزية), 4 Aug 2001, Archived from the original on 2014-03-28, Retrieved 2014-03-28 {{استشهاد}}: تجاهل المحلل الوسيط |الفصل= (help)  – via HighBeam (التسجيل مطلوب)  "نسخة مؤرشفة". مؤرشف من الأصل في 2014-06-11. اطلع عليه بتاريخ 2014-06-24.
53. ↑  
"'Small beer' Blyton banned by BBC", 'Small beer' Blyton banned by BBC en-GB (بالإنجليزية البريطانية), BBC News, 15 Nov 2009, Archived from the original on 2020-03-21, Retrieved 2009-01-20 {{استشهاد}}: الوسيط غير صالح |script-title=: بادئة مفقودة (help)
54. ↑  
"Ida Pollock: The 'other woman' in Enid Blyton's divorce petition" en, The Sydney Morning Herald (بالإنجليزية), 17 Dec 2013, Archived from the original on 2018-02-24, Retrieved 2014-01-23 {{استشهاد}}: الوسيط غير صالح |script-title=: بادئة مفقودة (help) and تجاهل المحلل الوسيط |الفصل= (help)
55. ↑  
"Unknown Enid Blyton Story Found"، The Guardian، 22 فبراير 2011، مؤرشف من الأصل في 2011-06-23
56. ↑  "Enid Blyton – the Well-Known Children's Story Writer"، The Sunday Observer، 1 أبريل 2013، مؤرشف من الأصل في 2014-03-28، اطلع عليه بتاريخ 2014-03-28  – via HighBeam (التسجيل مطلوب)  "نسخة مؤرشفة". مؤرشف من الأصل في 2017-12-09. اطلع عليه بتاريخ 2018-04-20.
57. ↑  
"Memo from BBC Schools Department"، BBC - Archive - Enid Blyton and the BBC - Memo from BBC Schools Department en، BBC Archive، مؤرشف من الأصل في 2016-05-13، اطلع عليه بتاريخ 2014-03-23 {{استشهاد}}: الوسيط غير صالح |script-title=: بادئة مفقودة (مساعدة)
58. ↑  
"Little Noddy's Taxi Game"، Little Noddy's Taxi Game by Enid Blyton en، Enid Blyton Society، مؤرشف من الأصل في 2020-01-13، اطلع عليه بتاريخ 2014-03-17 {{استشهاد}}: الوسيط غير صالح |script-title=: بادئة مفقودة (مساعدة)
59. ↑  
Alderson, Andrew; Trump, Simon (20 Oct 2002), "Adulteress Enid Blyton 'ruined her ex-husband'" en-GB, The Telegraph (بالإنجليزية البريطانية), Archived from the original on 2019-07-02, Retrieved 2014-01-23 {{استشهاد}}: الوسيط غير صالح |script-title=: بادئة مفقودة (help) and تجاهل المحلل الوسيط |الفصل= (help)
60. ↑  
Jenkins, Garry (15 Nov 2009), "Why Enid Blyton's greatest creation was herself" en-GB, The Telegraph (بالإنجليزية البريطانية), Archived from the original on 2019-06-08, Retrieved 2013-01-22 {{استشهاد}}: الوسيط غير صالح |script-title=: بادئة مفقودة (help) and تجاهل المحلل الوسيط |الفصل= (help)
61. ↑  
Lawrence, Ben (7 Nov 2012), "Five Go to Rehab, Gold, preview" en-GB, The Telegraph (بالإنجليزية البريطانية), Archived from the original on 2018-10-19, Retrieved 2014-03-22 {{استشهاد}}: الوسيط غير صالح |script-title=: بادئة مفقودة (help) and تجاهل المحلل الوسيط |الفصل= (help)
62. ↑  
"PDSA History – Timeline", What we do en (بالإنجليزية), People's Dispensary for Sick Animals, Archived from the original on 2015-04-23, Retrieved 2014-03-08 {{استشهاد}}: الوسيط غير صالح |script-title=: بادئة مفقودة (help)
63. ↑  
"About Questia / Questia, Your Online Research Library" en، The Independent، 28 مارس 2012، مؤرشف من الأصل في 2014-03-22، اطلع عليه بتاريخ 2020-03-21 – عبر Highbeam {{استشهاد}}: الوسيط غير صالح |script-title=: بادئة مفقودة (مساعدة) وتجاهل المحلل الوسيط |الفصل= (مساعدة)
64. ↑  
"Index Translationem"، Index Translationum: UNESCO Culture Sector en، United Nations Educational, Scientific and Cultural Organization، مؤرشف من الأصل في 2019-08-28، اطلع عليه بتاريخ 2014-02-01 {{استشهاد}}: الوسيط غير صالح |script-title=: بادئة مفقودة (مساعدة)
65. ↑  "Questia", Hindustan Times (بالإنجليزية), 23 Feb 2011, Archived from the original on 2014-03-28, Retrieved 2014-03-28 {{استشهاد}}: تجاهل المحلل الوسيط |الفصل= (help)  – via HighBeam (التسجيل مطلوب)  "نسخة مؤرشفة". مؤرشف من الأصل في 2017-12-09. اطلع عليه بتاريخ 2018-04-20.
66. ↑  
"Welcome!"، The Enid Blyton Society en، Enid Blyton Society، مؤرشف من الأصل في 2019-11-29، اطلع عليه بتاريخ 2014-01-22 {{استشهاد}}: الوسيط غير صالح |script-title=: بادئة مفقودة (مساعدة)
67. ↑  
"The Wreckers' Tower Game"، The Wreckers' Tower Game by Enid Blyton en، Enid Blyton Society، مؤرشف من الأصل في 2020-01-06، اطلع عليه بتاريخ 2014-03-17 {{استشهاد}}: الوسيط غير صالح |script-title=: بادئة مفقودة (مساعدة)
68. ↑  
"Seven Stories: Enid Blyton Catalogue"، Error en، Seven Stories Collections Department، مؤرشف من الأصل في 2018-10-19، اطلع عليه بتاريخ 2014-06-22 {{استشهاد}}: الوسيط غير صالح |script-title=: بادئة مفقودة (مساعدة)
69. ↑  
"Seven Stories: Enid Blyton Collection Highlights"، Seven Stories / Enid Blyton Collection en، Seven Stories Collections Department، مؤرشف من الأصل في 2018-10-20، اطلع عليه بتاريخ 2014-06-22 {{استشهاد}}: الوسيط غير صالح |script-title=: بادئة مفقودة (مساعدة)
70. ↑  
Flood, Alison (22 Sep 2010), "Rare Enid Blyton manuscripts acquired by Seven Stories museum" en-GB, The Guardian (بالإنجليزية البريطانية), Archived from the original on 2017-12-08, Retrieved 2014-06-11 {{استشهاد}}: الوسيط غير صالح |script-title=: بادئة مفقودة (help) and تجاهل المحلل الوسيط |الفصل= (help)